# Jam (post)
Een jam (Mongools: Өртөө; Örtöö, "controlepunt", Engelse transliteratie: yam) was een poststation binnen het koeriersnetwerk (de paardenpost) van de Gouden Horde en later binnen het Tsaardom Rusland.
Binnen het Mongoolse Rijk werden zowel het koerierssysteem als de afzonderlijke logistieke punten aangeduid met het woord 'Örtöö' of (in het klassiek Mongools) 'Örtege'. Het woord is in het Westen echter overgenomen vanuit het Russisch, waar het waarschijnlijk een leenwoord van het Tataarse 'dzjam' ("weg") of het Chagataise 'jam' ("poststation" of "postpaarden") is. De stam van het woord is verwant aan het Mongoolse 'zam' ("weg" of "route"). In het Estisch is het woord ook terug te vinden in de woorden voor station (jaam) en afgeleiden daarvan (busstation: bussijaam en spoorstation: raudteejaam).

## Mongoolse Rijk
De jams werden opgezet door de Mongoolse heerser Dzjengis Khan om de verbinding met de buitengebieden te onderhouden. Op een jam werden voedsel, onderdak en extra paarden beschikbaar gesteld voor de koeriersdiensten uit Mongoolse leger. Deze jams vormden voor Dzjengis Khan een belangrijk onderdeel voor zijn snel oprukkende legers, die vereisten dat de koeriers of boodschappers nog sneller waren: Ze moesten per dag 200 tot 300 kilometer af kunnen leggen om zo de noodzakelijke informatie en inlichtingen op tijd ter plaatse te kunnen brengen. Om deze reden werd de jam ook opgetekend in de geschreven wetten van de Mongoolse yasak. De jams bleven in stand onder latere grootkans en kans.
De jams lagen binnen het Mongoolse Rijk als een ketting van logistieke punten op bepaalde afstanden van elkaar, meestal ongeveer 20 tot 40 mijl. Een koerier gaf bij een jam de aan hem toevertrouwde informatie door aan de volgende koerier en kon vervolgens uitrusten terwijl de volgende koerier doorreed naar de volgende jam, waar deze het document weer aan een andere koerier kon overhandigen. Op deze manier konden informatie of documenten constant door worden gezonden zonder dat een koerier of zijn paard moe werd. In elke jam bevonden zich reservepaarden, voedsel en onderdak. De jam had voorrang op alle andere taken en belangen. De koeriers en beheerders van de jams genoten grote privileges. Elke koerier had een paiza die symboliseerde dat zij boodschappers van de kan waren en garandeerde dat ze tijdens hun reizen voorzien werden van voedsel, onderdak, bescherming en nieuwe paarden.
De jams en het systeem waarbinnen ze opereerden waren mogelijk door de Pax Mongolica, die gebaseerd was op de strikte discipline binnen het Mongoolse Rijk en tevens leidde tot een hoog niveau van veiligheid binnen het rijk, zoals voor handelsreizigers. Zij mochten in eerste instantie gratis gebruik maken van de diensten van de jams. Nadat echter enkele handelsreizigers hiervan misbruik hadden gemaakt, vaardigde Möngke Khan een wet uit die daarna voor de jamdienst een betaling eiste.
De jam-dienst is door Europese reizigers, zoals Johannes van Pian del Carpine, Willem van Rubroeck, Marco Polo en Odoric van Pordenone tot in detail beschreven. Hoewel het niet het eerste koerierssysteem in de geschiedenis was (eerdere vormen bestonden in het Perzische en Romeinse Rijk), was het ongeëvenaard qua omvang en efficiëntie.

## Tsaardom Rusland

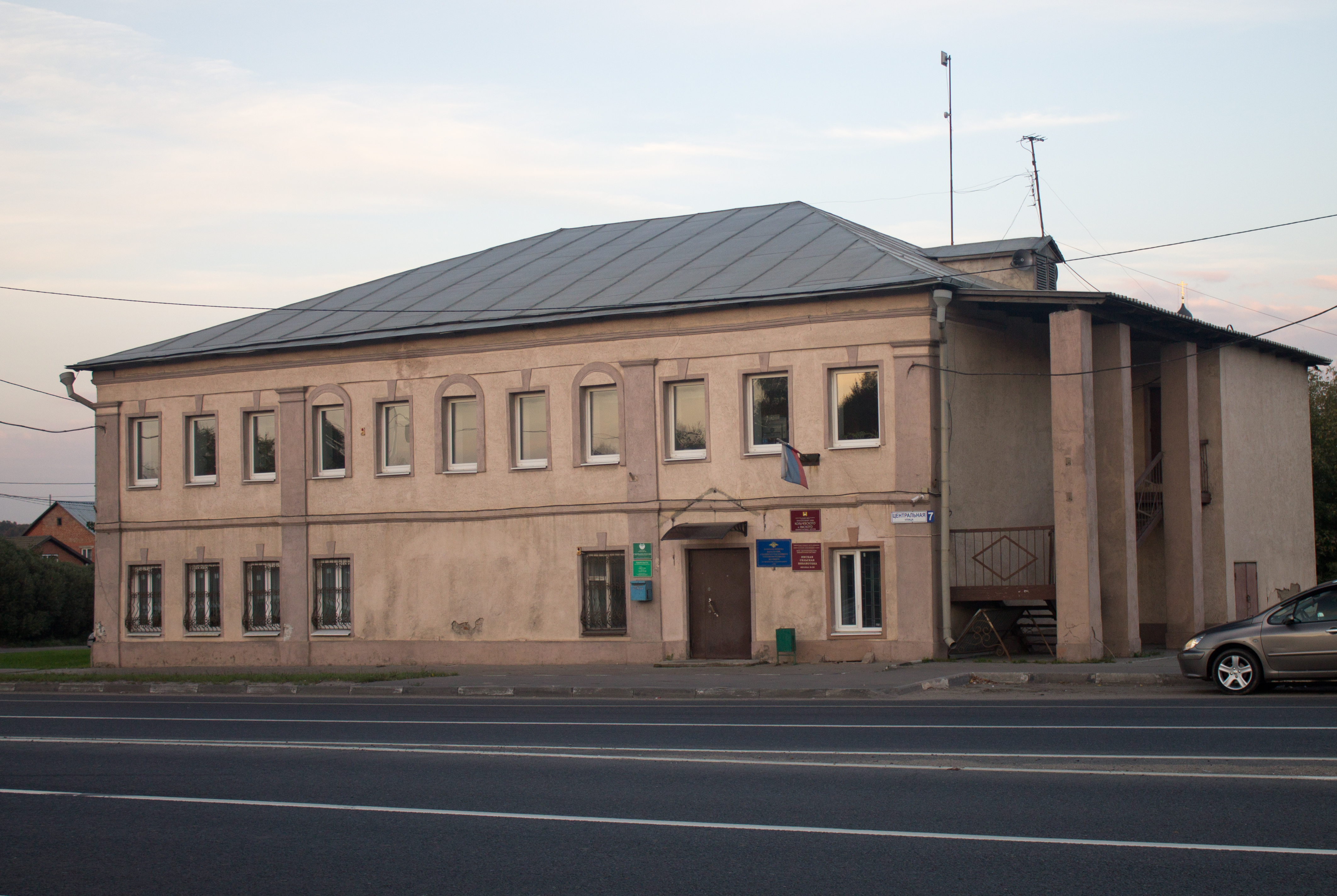
Voormalig gebouw van de (19e-eeuwse) jam in het dorp Jam bij Domodedovo. Veel plaatsen in Rusland dragen een naam die met de jam verbonden is.

Na de ineenstorting van de Gouden Horde bleef het systeem in Rusland in gebruik voor de verbindingen tussen Russische steden. Op deze manier was Moskou verbonden met de steden Archangelsk, Novgorod, Pskov, Smolensk, Nizjni Novgorod en noordelijker gelegen steden en later ook zuidwestelijke Russische steden. Jams lagen binnen Rusland op een afstand van 40 tot 50 wersten (43 tot 53 km) van elkaar verwijderd. Het woord 'jam' komt binnen Rusland voor het eerst voor in een van de jarlyks (eigenlijk yarlıq of yarlığ; Mongoolse decreten) van de Tatarse kan Mongut-Timir uit de jaren 1270.
Dal verklaart het woord in zijn Verklarend woordenboek van de Groot-Russische volkstaal als een Tataars woord met de betekenis van "een nederzetting waar de boeren ter plaatse de jamskaja gonba [postdienst te paard] verzorgen en waar zich het (post)station of stan (Siberisch: stanok) bevindt". De rond een jam woonachtige lijfeigen kleine boeren waren verplicht om mee te helpen in de jamskaja povinnost ("jam-herendienst"). Zij hadden de verplichting om op verzoek van de regering paarden en begeleiders te leveren. Ook waren er jamtsjtsjiks (postiljons) die vanuit de jamskaja sloboda (de voorstad waar zij woonden) de postbezorging uitvoerden.
Vanaf 1516 wordt de Jamskoj prikaz genoemd, de staatsdienst voor post en vervoer, die in 1723 werd omgedoopt tot jamskaja kantseleria. Deze regelde ook de jamskaja gonba.
Begin 20e eeuw waren de meeste jams binnen het Keizerrijk Rusland verdwenen omdat de lijfeigenschap in 1861 was afgeschaft en de nog bestaande jamskaja gonba de post alleen nog op contractbasis of via de vrije post uitvoerde.

### Toponymie
De naam jam komt terug in de plaatsnamen van vele voormalige jamskaja sloboda's en voormalige nederzettingen met een jam in Rusland. Bijvoorbeeld het dorp Jam-Izjora (in de oblast Leningrad) langs de voormalige snelweg Leningradskoje sjosse en de stad Gavrilov-Jam in de oblast Jaroslavl.